# 乐百氏
乐百氏（英語：Robust），是广东省的一家大型食品饮料企业，主要生产乳饮料（AD钙奶）及饮用水。

## 历史
1989年，中山市小榄镇团委副书记何伯权下海从商，租用广州“乐百氏”公司在奶类制品领域的10年使用期，创立“中山市乐百氏保健制品公司”，同年6月1日推出“乐百氏乳酸奶”，开创中国乳酸奶产品的先河。1991年，中山乐百氏改名为“广东今日集团有限公司”，生产“生命核能”保健口服液，同时保留“乐百氏”的品牌及生产线。1990年代，乐百氏一度成为当时全国乳酸奶市场的第一品牌，1993年到1998年更连续六年在全国城市居民消费品调查中保持同类产品市场占有率第一。1995年，在国内率先推出“乐百氏钙奶”，1996年，中山乐百氏以1500万元完全取得“乐百氏”商标在奶类制品方面的所有权。1997年，推出“乐百氏纯净水”产品，聘请香港明星黎明作为代言人。
1999年，今日集团正式更名为乐百氏集团，并将总部从中山迁到广州，此时，乐百氏业绩开始下滑，市场份额被其竞争对手娃哈哈大幅抛离。2000年3月，法国达能集团以23.8亿美元收购了乐百氏92%的股份。2001年11月30日，何伯权与四位高管因与达能“在发展战略发生严重分歧”宣布集体辞职。2003年，达能调整乐百氏的主营业务，停产乐百氏AD钙奶、纯净水等产品，主力生产“脉动”维生素饮料，由于经营不善，乐百氏从2001年到2007年连年亏损，此后乐百氏开始缩减规模，只保留桶装水业务。
2016年底，法国达能集团将乐百氏品牌与资产整体出售予深圳盈投控股。2022年，时隔多年再次推出新品“霸气苏打水”。2023年，复产经典产品“乐百氏AD钙奶”。

## 产品
- 乐百氏乳酸奶系列（1989年）
- 乐百氏饮用水系列（1997年）
- 乐百氏牛奶系列（1996年）
- 乐百氏薄荷水（1998年）
- 乐百氏果冻系列（1997年）
- 乐百氏布丁系列（1997年）
- 反斗星乳酸奶系列（年份未知）